# Mieczysław Dębicki

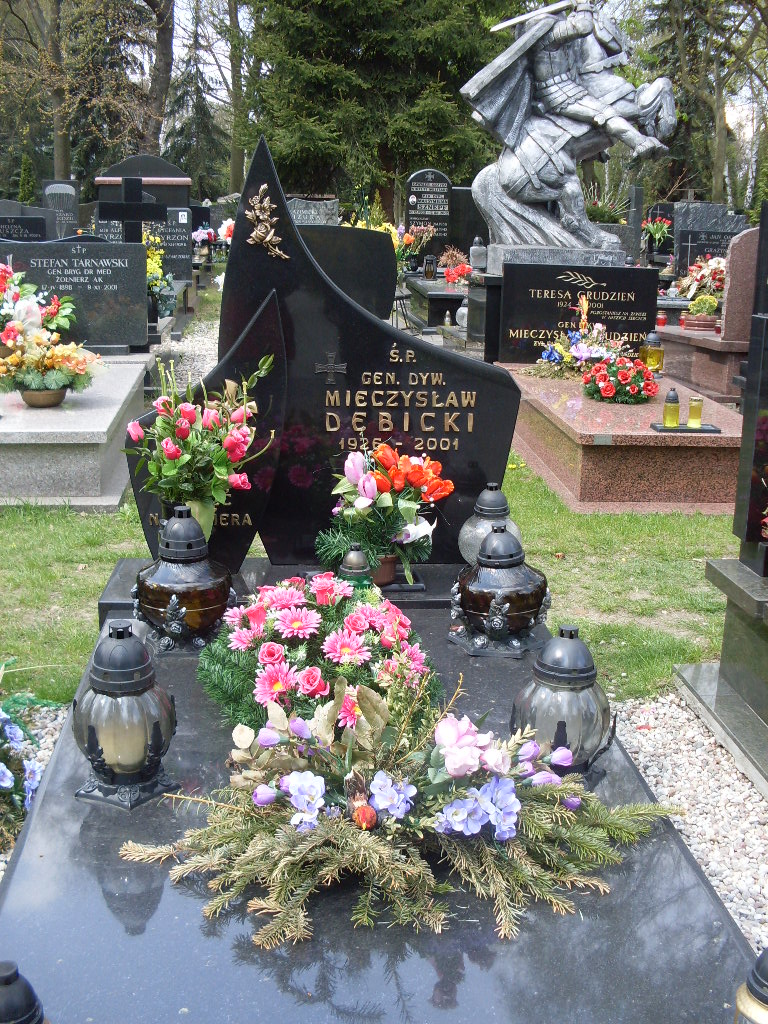
Grób gen. Mieczysława Dębickiego i jego żony Henryki na Cmentarzu Wojskowym na Powązkach w Warszawie

Mieczysław Dębicki (ur. 4 września 1926 w Pikułowicach, zm. 7 marca 2001 w Warszawie) – polski dowódca wojskowy, generał dywizji Wojska Polskiego, działacz partyjny, doktor nauk historycznych, szef Wojsk Ochrony Pogranicza (1965–1971), zastępca sekretarza – szef Sekretariatu Komitetu Obrony Kraju (1971–1983), prezydent miasta stołecznego Warszawy (1982–1986), I zastępca Głównego Inspektora Obrony Terytorialnej – szef Inspektoratu Obrony Terytorialnej i Wojsk Obrony Wewnętrznej (1986–1988) .

## Życiorys
Syn Bartłomieja i Marii z domu Biliczak. W marcu 1944 wstąpił do 14 pułku ułanów jazłowieckich Armii Krajowej pod Lwowem. 8 sierpnia 1944 zgłosił się ochotniczo do służby w ludowym Wojsku Polskim. Został skierowany do szkoły podoficerskiej  4 samodzielnego batalionu szkolnego 4 Pomorskiej Dywizji Piechoty im. Jana Kilińskiego. Po ukończeniu szkoły 1 stycznia 1945 został w stopniu kaprala zastępcą dowódcy kompanii 11 Pułku Piechoty do spraw polityczno-wychowawczych.  Przeszedł szlak bojowy dywizji od Warszawy do Kołobrzegu, ranny w walkach o Kołobrzeg. Następnie został wyznaczony na stanowisko pisarza w sztabie 1 Armii Wojska Polskiego. Od lipca do listopada 1945 kształcił się w Oficerskiej Szkole Piechoty nr 2 w Gryficach, po której ukończeniu został promowany na stopień chorążego w korpusie oficerów piechoty. Po promocji został dowódcą plutonu strzeleckiego, a od września 1946 dowódcą plutonu szkolnego pułkowej szkoły podoficerskiej w 62 pułku piechoty w Ełku.
Po ukończeniu w listopadzie 1947 z oceną bardzo dobrą kursu oficerów sztabu pułku w Centrum Wyszkolenia Piechoty w Rembertowie, służył w Wojskach Ochrony Pogranicza na kolejnych stanowiskach służbowych: pomocnik zastępcy komendanta 51 odcinka ds. zwiadu 11 oddziału WOP (1947-1948), starszy pomocnik kierownika sekcji wyszkolenia 13 Brygady Ochrony Pogranicza (1948-1949), zastępca szefa sztabu 23 Brygady WOP do spraw operacyjnych (1949-1951), kierownik sekcji operacyjnej - zastępca szefa sztabu 5 Brygady WOP (1951), starszy pomocnik kierownika sekcji sprawozdawczości w Wydziale 1 Dowództwa WOP w Warszawie (1951-1952), szef wydziału sprawozdawczości Oddziału I Dowództwa WOP (1952-1954), szef Oddziału Organizacyjno-Ewidencyjnego Dowództwa WOP (1954-1956). W 1952 ukończył liceum ogólnokształcące dla pracujących w Warszawie i zdał egzaminy maturalne. W latach 1956–1959 studiował w Akademii Sztabu Generalnego Wojska Polskiego im. gen. Karola Świerczewskiego w Rembertowie, którą ukończył z oceną bardzo dobrą. Po ukończeniu studiów został dowódcą 16 Kaszubskiej Brygady WOP w Gdańsku (1959-1965). W grudniu 1964 ukończył w systemie zaocznym studia na Wydziale Historii Wyższej Szkoły Nauk Społecznych przy KC PZPR i uzyskał dyplom magistra historii. 5 listopada 1965 został szefem Wojsk Ochrony Pogranicza (w strukturze Ministerstwa Obrony Narodowej) – do września 1971. 3 października 1967 Rada Państwa PRL mianowała go na stopień generała brygady. Akt nominacyjny wręczył mu w Belwederze 10 października 1967 przewodniczący Rady Państwa Edward Ochab.
Od listopada 1971 do marca 1982 zastępca sekretarza – szef Sekretariatu Komitetu Obrony Kraju. W 1971 ukończył Kurs Przeszkolenia Kierowniczej Kadry szczebla taktyczno-operacyjnego wojsk lądowych w Akademii Sztabu Generalnego Wojska Polskiego. We wrześniu 1974 uzyskał stopień doktora nauk wojskowych w Akademii Sztabu Generalnego WP. W październiku 1975 na mocy uchwały Rady Państwa PRL awansowany do stopnia generała dywizji. Nominację wręczył mu 10 października 1975 w Belwederze I sekretarz Komitetu Centralnego PZPR Edward Gierek.
Od 18 lutego 1982 do 29 maja 1986 był prezydentem miasta stołecznego Warszawy. W tym okresie był urlopowany z WP. W lipcu 1986 powrócił do służby wojskowej i objął stanowisko zastępcy Głównego Inspektora Obrony Terytorialnej do spraw szkolenia poza wojskiem, a następnie I zastępcy Głównego Inspektora Obrony Terytorialnej – szefa Inspektoratu Obrony Terytorialnej i Wojsk Obrony Wewnętrznej (od grudnia 1986 do grudnia 1988). Od stycznia 1989 do października 1990 był pełnomocnikiem rządu PRL/RP ds. pobytu wojsk radzieckich w Polsce - przewodniczącym delegacji polskiej w Polsko-Radzieckiej Komisji Mieszanej w Urzędzie Rady Ministrów. W październiku 1990 został przeniesiony do dyspozycji MON. Zawodową służbę wojskową zakończył 24 maja 1991 przechodząc w stan spoczynku.
Przez wiele lat był członkiem władz ZBoWiD, m.in. prezesem Głównego Sadu Koleżeńskiego (od 1976). W latach 1975–1982 był wiceprezesem Zarządu Warszawskiego ZBoWiD, a w kadencji 1985–1990 członkiem Prezydium Rady Naczelnej ZBoWiD. Był także wiceprzewodniczącym Komisji Środowiskowej byłych żołnierzy 1 i 2 Armii WP oraz prezesem Klubu Kombatantów 4 Dywizji Piechoty im. Jana Kilińskiego. W lipcu 1984 był członkiem Społecznego Komitetu Obchodów 40-lecia Polski Ludowej w Warszawie. Od 1990 działał z kolei w Związku Kombatantów RP i Byłych Więźniów Politycznych. W 2001 był założycielem Stowarzyszenia Kawalerów Orderu Wojennego Krzyża Grunwaldu, a w latach 1998-2001 prezesem Klubu Generałów Wojska Polskiego.
Pochowany na cmentarzu Powązki Wojskowe w Warszawie (kwatera EII-1-5).

## Awanse
W trakcie wieloletniej służby w ludowym Wojsku Polskim otrzymywał awanse na kolejne stopnie wojskowe:
- chorąży – 1945
- podporucznik – 1946
- porucznik – 1947
- kapitan – 1949
- major – 1953
- podpułkownik – 1958
- pułkownik – 1962
- generał brygady – 1967
- generał dywizji – 1975

## Życie prywatne
Mieszkał w Warszawie. Od 1954 był żonaty z Henryką z domu Hiziak (1926-2015). Małżeństwo miało córkę.

## Odznaczenia
- Krzyż Komandorski Orderu Odrodzenia Polski (1978)
- Krzyż Oficerski Orderu Odrodzenia Polski (1968)
- Krzyż Kawalerski Orderu Odrodzenia Polski (1963)
- Order Sztandaru Pracy I klasy (1984)
- Order Krzyża Grunwaldu III klasy (1973)
- Krzyż Walecznych
- Złoty Krzyż Zasługi (1955)
- Srebrny Krzyż Zasługi (1947)
- Srebrny Medal „Zasłużonym na Polu Chwały” – dwukrotnie w 1946
- Brązowy Medal Zasłużonym na Polu Chwały (1945)
- Medal 10-lecia Polski Ludowej
- Medal 30-lecia Polski Ludowej
- Medal 40-lecia Polski Ludowej
- Medal za Odrę, Nysę, Bałtyk (1946)
- Złoty Medal „Siły Zbrojne w Służbie Ojczyzny”
- Srebrny Medal „Siły Zbrojne w Służbie Ojczyzny”
- Brązowy Medal „Siły Zbrojne w Służbie Ojczyzny”
- Złoty Medal „Za zasługi dla obronności kraju”
- Srebrny Medal „Za Zasługi dla Obronności Kraju” (1968)
- Brązowy Medal „Za Zasługi dla Obronności Kraju”
- Złota Odznaka „Za zasługi w zwalczaniu powodzi”
- Złote odznaczenie im. Janka Krasickiego (1967)[5]
- Złoty Medal „Polakom byłym żołnierzom Armii Czerwonej” (1983)[6]
- Odznaka 25-lecia Ligi Obrony Kraju (1970)[7]
- Złota odznaka honorowa „Za Zasługi dla Warszawy” (1970)[8]
- Złota odznaka honorowa „Za Zasługi dla Warszawy” (1986)[9]
- Odznaka honorowa "Za zasługi dla Gdańska" (1960)[10]
- Order Wojny Ojczyźnianej I klasy (ZSRR, 1968)
- Medal „Za zwycięstwo nad Niemcami w Wielkiej Wojnie Ojczyźnianej 1941–1945” (ZSRR, 1945)
- Medal "Za Warszawę" (ZSRR, 1946)
- Medal „Za umacnianie braterstwa broni” (ZSRR)
- Medal jubileuszowy „Dwudziestolecia zwycięstwa w Wielkiej Wojnie Ojczyźnianej 1941–1945” (ZSRR)
- Medal jubileuszowy „Trzydziestolecia zwycięstwa w Wielkiej Wojnie Ojczyźnianej 1941–1945” (ZSRR)
- Medal jubileuszowy „Czterdziestolecia zwycięstwa w Wielkiej Wojnie Ojczyźnianej 1941–1945” (ZSRR)
- Medal jubileuszowy „60 lat Sił Zbrojnych ZSRR” (ZSRR)
- Odznaka pamiątkowa Radzieckiego Komitetu Weteranów Wojny (ZSRR)
- Medal "30 lat Rewolucyjnych Sił Zbrojnych Republiki Kuby" (Kuba, 1987)
- Medal "Za Umacnianie Przyjaźni Sił Zbrojnych" III stopnia (Czechosłowacka Republika Socjalistyczna, 1970)
- Złoty Order Ojczyźniany Niemieckiej Republiki Demokratycznej (1975)
- I inne